# Dominik Tomczyk
Dominik Tomczyk (Breslavia, 15 aprile 1974) è un ex cestista e allenatore di pallacanestro polacco.

## Carriera
Con la Polonia ha disputato i Campionati europei del 1997.

## Palmarès

### Squadra
- Campionato polacco: 1

Śląsk Breslavia: 1995-96

### Individuale
- Polska Liga Koszykówki MVP: 2

Śląsk Breslavia: 1995-96, 2001-02